# IC 4018
IC 4018 ist eine Galaxie vom Hubble-Typ E? im Sternbild der Jagdhunde. Sie ist rund 958 Millionen Lichtjahre von der Milchstraße entfernt.
Die Galaxie wurde am 27. Januar 1904 von Max Wolf entdeckt.